# Thomasomys pyrrhonotus
Thomasomys pyrrhonotus és una espècie de mamífer rosegador de la família dels cricètids. Viu a altituds d'entre 2.300 i 4.000 msnm al sud de l'Equador i el nord-oest del Perú. Es tracta d'un animal nocturn. Els seus hàbitats naturals són els boscos montans i els páramos amb matolls. Està amenaçat per la desforestació, la fragmentació del seu medi i l'expansió de l'agricultura.